# Wilhelm Jacob Gerpott
Wilhelm Jacob Gerpott (geboren am 22. April 1827 in Krefeld; gestorben am 12. September 1888 auf Haus Schmithausen in Kellen bei Kleve) war ein preußischer Rittergutsbesitzer und Justizrat und von 1870 bis 1873 wiederholt als Vertretung Landrat des Kreises Kreises Kleve.

## Leben
Der Protestant Wilhelm Jacob Gerpott war der Sohn des zu Krefeld niedergelassenen, Königlich Preußischen Notars Wilhelm Jacob Johann Gerpott und dessen Ehefrau Elisabeth Gerpott, geborene Reiners. Nach dem Studium der Rechtswissenschaften, unter anderem in Bonn (1847/1848) lebte Gerpott als Rittergutsbesitzer zu Haus Schmithausen, zuletzt mit der Charakterisierung als Justizrat geehrt. Der Beigeordnete Gerpott vertrat von 1870 bis 1873 wiederholt den amtierenden Landrat des Kreises Moers, Prosper Devens während dessen Abgeordnetenperioden als Mitglied des Preußischen Landtags.
Gerpott, Ehrenbürgermeister der Bürgermeisterei Griethausen war verheiratet mit Martina Johanna Sikkens. Ein Sohn der Eheleute war der gleichnamige Wilhelm Jacob Gerpott (geboren um 1857 in Kellen; gestorben am 13. August 1909 ebenda im Haus I 1). Der Königliche Ökonomierat, Rittergutsbesitzer und Bürgermeister war verheiratet mit Katherina Gerpott, geborene Brabender.